# Asterolasia rupestris
Asterolasia rupestris là một loài thực vật có hoa trong họ Cửu lý hương. Loài này được Mole mô tả khoa học đầu tiên năm 2002.